# Batalha de Quebec
A Batalha de Quebec (em francês: Bataille de Québec) foi um confronto militar travado em 31 de dezembro de 1775, entre as forças militares das Treze Colônias e os defensores britânico-canadianos da cidade do Quebec no início da Guerra da Independência dos Estados Unidos. A batalha foi a primeira grande derrota do conflito para o americanos, e veio com grandes perdas. O general Richard Montgomery foi morto, Benedict Arnold e Daniel Morgan foram feridos e mais de 400 homens foram feitos prisioneiros. A guarnição da cidade, formados por canadianos e ingleses, eram liderados por general Guy Carleton, sofreu um número pequeno de baixas.